# Mumbai City Football Club
Il Mumbai City Football Club è una società calcistica indiana con sede nella città di Mumbai. Milita nella Indian Super League.

## Storia
Viene fondata nel 2014, da parte di Ranbir Kapoor, Kayque Garbacchio e di Bimal Parekh come una delle neo-squadre che parteciperanno alla nuova competizione indiana, l'Indian Super League. Chiude al settimo posto in classifica con 16 punti.
Anche nella seconda stagione non riesce a centrare i Play-off, concludendo al 6º posto.
Nel 2016 finisce in testa nella stagione regolare, ma viene sconfitta in semifinale dall'Atlético de Kolkata, mentre nel 2017 conclude al 7º posto. Nel 2018-19 conclude al terzo posto nella stagione regolare e viene eliminato nuovamente in semifinale, stavolta dal FC Goa.
Il 28 novembre 2019 viene annunciato che il 65% del club è stato acquistato dal City Football Group, mentre nel 2021 vince il suo primo titolo in Super League e il League Winners' Shield. L'11 aprile diventa la prima squadra indiana a vincere una partita di AFC Champions League, battendo per 2-1 l'Al-Quwa Al-Jawiya. il 31 maggio 2025 la società ritira ufficialmente la maglia numero 29, in onore di Bipin Singh che ha lasciato il club dopo sette stagioni.

## Colori e simboli

### Simboli ufficiali

#### Stemma
Lo stemma è all'interno bianco con la scritta "MUMBAI CITY FC" in blu e con un treno sotto la scritta colorato sempre di blu.

## Strutture

### Stadio
Per le prime 2 stagioni il club ha giocato al DY Patil Stadium, impianto con una capacità di 55.000 posti ma principalmente usato per il cricket.
Dal 2016 gioca alla Mumbai Football Arena, impianto con una capacità di 8.000 posti

## Società

### Sponsor
Di seguito la cronologia di fornitori tecnici e sponsor del Mumbai City.
| Sponsor tecnici - 2014-2015: nessuno - 2015-2016: Puma - 2017-2018: T10 Sports - 2018-2020: nessuno - 2020-attuale: Puma | Sponsor ufficiali - 2014-2015: Jabong.com - 2015-2019: Ace Group - 2019-2020: SportsAdda, Etihad Airways - 2020- : Dafanews, Etihad Airways, Zurich Connect |

## Allenatori
- 2014  Peter Reid
- 2015-2016  Nicolas Anelka
- 2016-2018  Alexandre Guimarães
- 2018-2020  Jorge Costa
- 2020-2021  Sergio Lobera
- 2021-2023  Des Buckingham
- 2023-attuale  Petr Kratky

## Palmarès

### Competizioni nazionali
- ISL Shield: 2

2020-2021, 2022-2023
- Indian Super League: 2

2020-2021, 2023-2024

## Organico

### Rosa
| N. |                        | Ruolo | Calciatore            |
| -- | ---------------------- | ----- | --------------------- |
| 1  | India (bandiera)       | P     | Phurba Lachenpa       |
| 3  | India (bandiera)       | D     | Valpuia               |
| 4  | Spagna (bandiera)      | D     | Tiri                  |
| 5  | India (bandiera)       | D     | Mehtab Singh          |
| 6  | India (bandiera)       | A     | Vikram Partap Singh   |
| 7  | India (bandiera)       | A     | Lallianzuala Chhangte |
| 8  | Paesi Bassi (bandiera) | C     | Yoëll van Nieff       |
| 9  | Grecia (bandiera)      | A     | Nikos Karelīs         |
| 10 | India (bandiera)       | C     | Brandon Fernandes     |
| 13 | Siria (bandiera)       | D     | Thaer Krouma          |
| 14 | Francia (bandiera)     | C     | Jérémy Manzorro       |
| 15 | India (bandiera)       | D     | Sanjeev Stalin        |
| 16 | India (bandiera)       | C     | Franklin Nazareth     |
| 17 | India (bandiera)       | C     | Supratim Das          |
| 18 | India (bandiera)       | C     | Hitesh Sharma         |

| N. |                   | Ruolo | Calciatore             |
| -- | ----------------- | ----- | ---------------------- |
| 19 | India (bandiera)  | A     | Daniel Lalhlimpuia     |
| 20 | India (bandiera)  | A     | Jayesh Rane            |
| 21 | Spagna (bandiera) | C     | Jon Toral              |
| 22 | India (bandiera)  | D     | Halen Nongtdu          |
| 23 | India (bandiera)  | P     | Rehenesh TP            |
| 27 | India (bandiera)  | D     | Nathan Asher Rodrigues |
| 28 | India (bandiera)  | A     | Ayush Chhikara         |
| 29 | India (bandiera)  | A     | Bipin Singh            |
| 31 | India (bandiera)  | D     | Akash Mishra           |
| 32 | India (bandiera)  | P     | Ahan Prakash           |
| 36 | India (bandiera)  | D     | Sahil Panwar           |
| 77 | India (bandiera)  | C     | Gyamar Nikum           |
| 92 | India (bandiera)  | A     | Noufal PN              |
| 93 | India (bandiera)  | D     | Hardik Bhatt           |

### Staff tecnico
- Petr Kratky - Allenatore
- Hiroshi Miyazawa - Assistente
- Clifford Miranda - Assistente
- Denis Kavan - Preparatore atletico